# Jimmy Somerville
James William Somerville, detto Jimmy (Glasgow, 22 giugno 1961), è un cantautore, attivista e attore britannico.
Riconoscibile per il falsetto che lo ha sempre caratterizzato, è attivo dagli anni ottanta, quando si mise in luce con il gruppo britannico Bronski Beat, di cui attualmente è unico superstite, mentre in seguito fu la voce dei Communards.

## Biografia
Somerville è cresciuto a Glasgow negli anni '70. Nel 1980 si trasferisce a Londra, dove vive in squat. Si è immerso nella cultura gay e ha frequentato il London Gay Teenage Group.
La sua attività artistica si è caratterizzata per la frequente trattazione di argomenti di rilievo sociale che denotano i suoi testi, in particolare orientati al riconoscimento dei diritti degli omosessuali, fin dal primissimo brano, Smalltown Boy, dedicato alla difficile condizione di un giovane omosessuale in un paesino di provincia. Somerville è infatti dichiaratamente omosessuale, militante di sinistra ed impegnato nella lotta per i diritti umani.
È il cofondatore nel 1983 del gruppo pop dei Bronski Beat, di cui è attualmente l'unico membro superstite, che ha piazzato nelle classifiche di vendita britanniche una serie di singoli, il più fortunato dei quali è il sopra menzionato Smalltown Boy.
Nel 1985 lascia i Bronski Beat - che cambieranno cantante e pubblicheranno anche successivamente al suo abbandono - e forma il gruppo dei Communards con il pianista Richard Coles e la cantante Sarah Jane Morris. La loro versione di Don't Leave Me This Way di Thelma Houston diventa il singolo più venduto nel Regno Unito nel 1986. Nello stesso periodo compare come backing vocalist nel brano Suspicious Minds dei Fine Young Cannibals.
Nel 1988 il gruppo si scioglie e Somerville inizia la sua carriera solista. L'anno seguente partecipa al secondo progetto Band Aid. Dopo aver pubblicato nel 1991 l'album Run From Love si ritira dalle scene per qualche anno.
Pubblica nel 1995 Dare to Love, nel 1999 Manage the Damage e l'anno successivo l'EP Root Beer, destinato al mercato americano. Nel 2005 esce Home Again, seguito da alcune raccolte e da alcuni concerti acustici tenuti in Australia. Questi concerti hanno un tale riscontro che Somerville decide di pubblicare nel 2009 Suddenly Last Summer, album di cover reinterpretate in chiave acustica interamente scaricabile da internet.
Nel 2011 collabora con Scratch Massive, cantando il brano Take Me There.
Somerville ha inoltre recitato nei film Orlando di Sally Potter (1992), tratto da un romanzo di Virginia Woolf, e Looking for Langston di Isaac Julien (1998), oltre che nell'episodio intitolato Girltown della serie televisiva di fantascienza Lexx.

## Discografia

### Con Bronski Beat
Album in studio
- 1984 - The Age of Consent
- 1985 - Hundreds and Thousands

EP
- 1993 - EP Sampler

Compilation
- 2002 - The Essentials

### Con The Communards
- 1986 - Communards
- 1986 - Live in Italy
- 1987 - Red
- 1988 - Storm Paris
- 1993 - Heaven

### Da solista
Album in studio
- 1985 - I Feel Love (con Marc Almond)
- 1989 - Read My Lips
- 1990 - The Singles Collection
- 1995 - Dare to Love
- 1999 - Manage the Damage
- 2000 - Root Beer
- 2004 - Home Again
- 2010 - Suddenly Last Summer
- 2015 - Homage
- 2016 - Club Homage

Singoli
- 1989 - Comment Te Dire Adieu, con (June Miles-Kingston)
- 1989 - You Make Me Feel (Mighty Real)
- 1989 - Read My Lips (Enough Is Enough)
- 1991 - Run From Love
- 1991 - To Love Somebody
- 1991 - Smalltown Boy '91
- 1995 - By Your Side
- 1995 - Hurt So Good
- 1995 - Heartbeat
- 1997 - Safe in These Arms
- 1999 - Dark Sky
- 1999 - Something to Live For
- 1999 - Lay Down
- 2000 - Why? 2000
- 2001 - Can't Take My Eyes Off of You
- 2004 - It's So Good
- 2004 - Come On
- 2005 - Ain't No Mountain High Enough

Compilation
- 1996 - Master Series
- 2001 - The Very Best of Jimmy Somerville, Bronski Beat and The Communards

## Filmografia
- Orlando, regia di Sally Potter (1992)